# Eva en Adam (stripreeks)
Eva en Adam is een Belgische-Nederlandse stripreeks die begonnen is in 1995 met de Nederlander Gerrit de Jager als scenarist en de Belg Philippe Bercovici als tekenaar. De strip is een gagreeks die rond Adam en Eva draait.

## Albums
Alle albums zijn geschreven door Gerrit de Jager, getekend door Philippe Bercovici en uitgegeven door Big Balloon B.V.
1. Eva en Adam
2. En God schiep Eva & Adam
3. En God schiep de schoonmoeder
4. Het nieuwste testament
5. En God zag dat het goed fout was
6. En God wou dat de zesde dag ook 'n rustdag was geweest...